# Friedrich Kress (Orgelbauer)
Friedrich Kress, auch Krebs oder Krebser (* in Schalkhausen; † 1493 in Straßburg) war ein deutscher Orgelbauer.

## Leben
Friedrich Kress war ein bedeutender Meister des ausgehenden 15. Jahrhunderts. Seine Tätigkeiten sind zwischen 1471 und 1493 nachweisbar. Seine Arbeiten stellen ein wichtiges Glied in der Entwicklung vom gotischen Blockwerk zur registrierbaren Schleifladenorgel dar.

## Werke (Auswahl)
| Jahr | Ort       | Kirche      | Bild | Manuale | Register | Bemerkungen                                                              |
| ---- | --------- | ----------- | ---- | ------- | -------- | ------------------------------------------------------------------------ |
| 1471 | Nürnberg  | St. Sebald  |      |         |          | Chororgel; 1481 Restaurierung der Orgel von Heinrich Traxdorf            |
| 1476 | Amberg    | St. Martin  |      |         |          |                                                                          |
| 1487 | Coburg    | Morizkirche |      |         |          |                                                                          |
| 1478 | Straßburg | Münster     |      |         |          | Chororgel; Hauptorgel (Bild) 1491, Pendentif des Orgelprospekts von 1385 |
| 1493 | Hagenau   | St. Georg   |      |         |          | Fertiggestellt von seinem Neffen Michael Dürr                            |